# Tháp Mắm

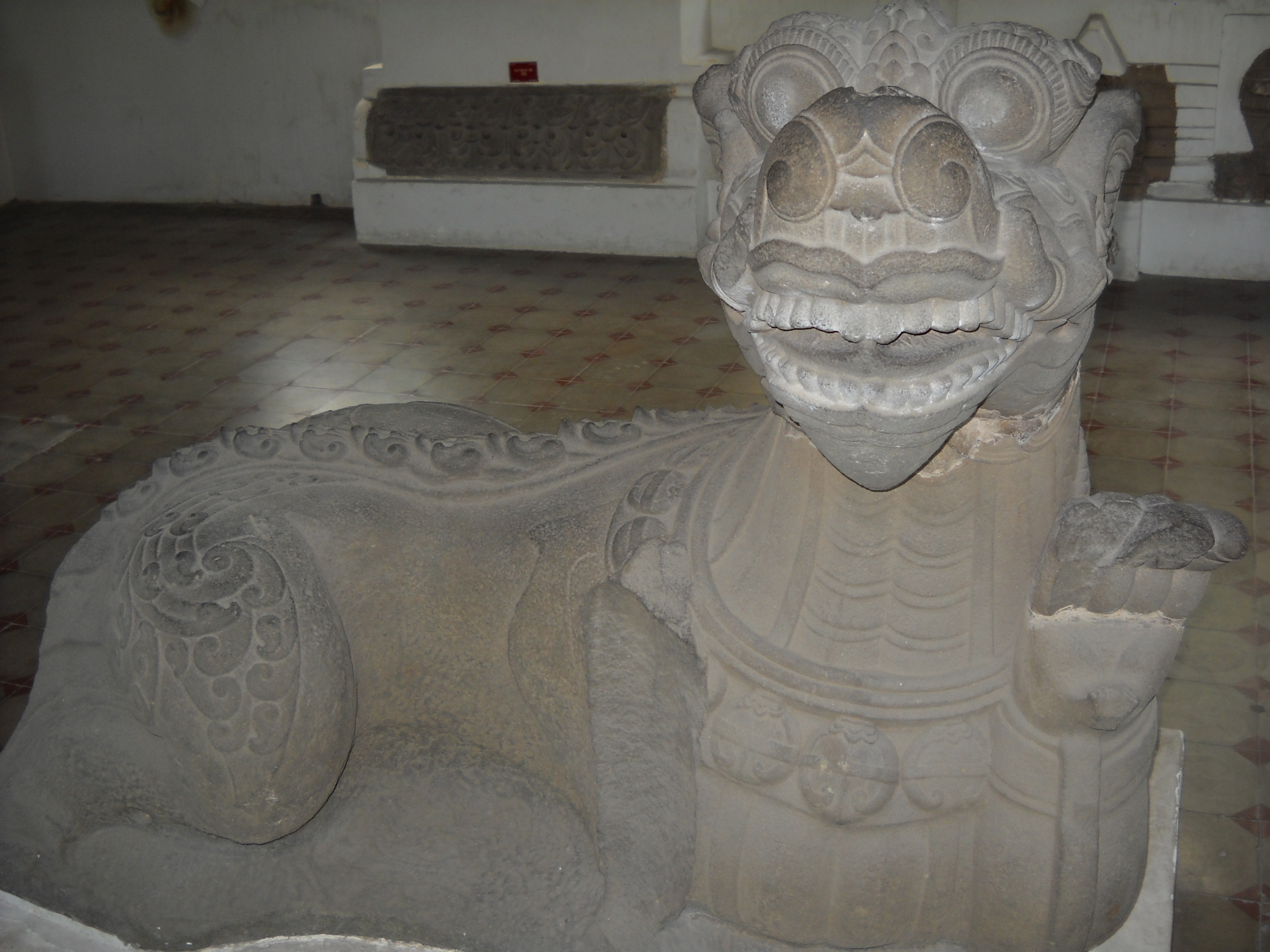
Phù điêu thủy quái Makara, phát hiện tại tháp Mắm

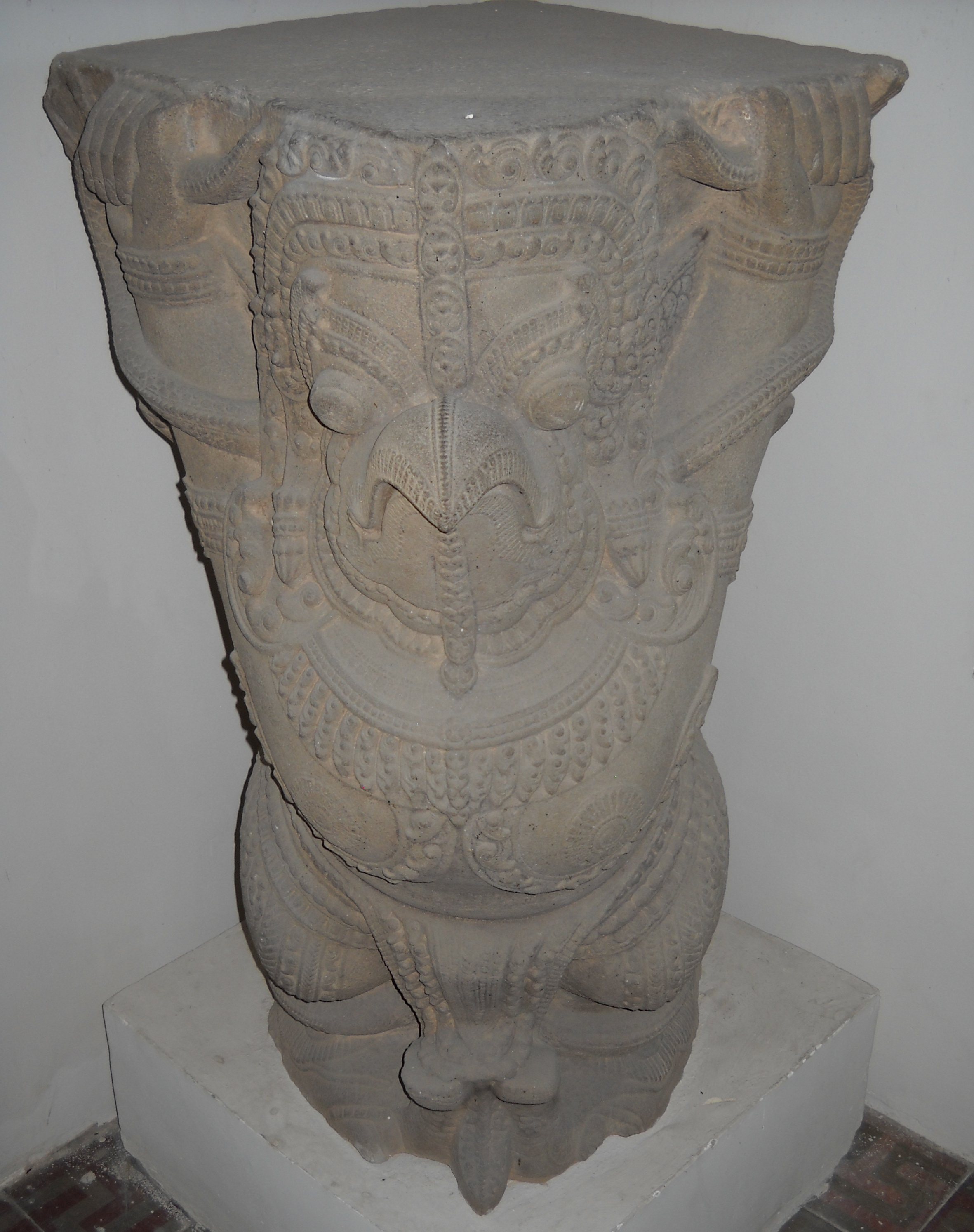
Phù điêu chim thần Garuda, phát hiện tại tháp Mắm

Tháp Mắm là tên gọi quần thể và phong cách kiến trúc Chăm ở xã Nhơn Thành, huyện An Nhơn, tỉnh Bình Định, cách thành Đồ Bàn không xa lắm. Tháp tiêu biểu cho phong cách Bình Định nhưng do những giá trị đặc biệt, tháp đại diện cho một phong cách Tháp Mắm, có niên đại khoảng thế kỷ XII, cùng niên đại với Nhạn Tháp và tháp Cánh Tiên. Trong nghệ thuật Chăm, phong cách Tháp Mắm nổi bật không kém hai phong cách Đồng Dương và phong cách Trà Kiệu.

## Tên gọi của tháp
Trước đây có một số người gọi tên tháp là Tháp Mẫm. Tuy nhiên, thực tế tên tháp phải là Tháp Mắm mới đúng. Tháp được nhà khảo cổ học người Pháp J. Y. Claeys, thuộc Viện Viễn Đông Bác Cổ gọi theo tên ông Nguyễn Mắm chủ nhân của khu đất mà nhà khảo cổ khai quật. Theo nhà nghiên cứu Ngô Văn Doanh trong cuốn Văn hóa cổ Chămpa, trong năm 1987 khi ông điền dã khu vực này có gặp cụ Nguyễn Mắm lúc đó vẫn còn sống ở tuổi 77 và xác thực tên gọi của tháp.

## Đặc điểm
Khu vực Tháp Mắm được học giả người Pháp là J. Y. Claeys phát hiện năm 1934. Lúc bấy giờ tháp đã đổ, chỉ còn phế tích nhưng các nhà khảo cổ đã tìm thấy nhiều tác phẩm điêu khắc với các đề tài môn thần và thú vật huyền thoại. Đáng chú ý trong đó là các hình nữ thần đầu người mình chim (kinnara), thần điểu (garuda), thủy quái (makara),linh thú kết hợp đầu voi mình sư tử (Gajasimha).
Điêu khắc tượng là rất dày đặc, nặng nề, nhiều chi tiết, được chạm trổ rất chi li. Tượng động vật có nét chung là có xu hướng huyền thoại, hoang đường hóa, phóng đại hơn là hiện thực, trở thành các trang trí kiến trúc rất đẹp. Các tượng chim thần garuda trang trí góc tháp với hai tay đưa cao cho thấy ảnh hưởng của nghệ thuật Angkor.
Theo các nhà khoa học, phong cách Bayon của kiến trúc và mỹ thuật Angkor nói chung có ảnh hưởng nhiều đến phong cách Tháp Mắm, tạo nên dáng dấp tháp như một đền thờ Khơme.